# Susan G. Larsonová
Susan G. Larsonová je americká bioložka a antropoložka zabývající se především anatomií, funkční morfologií, biomechanikou a vývojem člověka a jiných primátů. Akademický titul Ph.D. získala roku 1982 na Wisconsinské univerzitě. Zastává pozici profesorky v oddělení anatomických věd Stony Brook University v New Yorku.